# Kevin David Hyde
Kevin David Hyde (* 1955) ist ein britischer Mykologe an der Mae Fah Luang-Universität in Nord-Thailand. Er leitet dort das Mushroom Research Centre. Er beteiligt sich insbesondere an der Neuordnung der Taxonomie der Pilze.
Sein botanisch-mykologisches Autorenkürzel lautet „K.D.Hyde“.

## Leben
Hyde machte 1985 seinen Ph.D. in mariner Mykologie an der University of Portsmouth und 2001 seinen Doctor of Science an der University of Wales mit einer Arbeit über tropische Pilze. Danach war er an der Universität Hongkong.
Von 1998 bis 2007 gab er die Zeitschrift Fungal Diversity heraus.

## Werke
- E. B. Gareth Jones, Kevin D. Hyde, Ka-Lai Pang (Hrsg.): Freshwater fungi: and fungal-like organisms. De Gruyter, Berlin, Boston 2014, ISBN 978-3-11-033345-9.